# Winter X Games XXIII
I Winter X Games XXIII sono stati la ventitreesima edizione della manifestazione organizzata dalla ESPN, si sono tenuti dal 24 al 27 gennaio 2019 ad Aspen, negli Stati Uniti d'America.

## Risultati

### Snowboard
| Evento                   | Evento                   | Oro                    | Argento                         | Bronzo                          |
| Uomini                   | Slopestyle               | Mark McMorris          | Rene Rinnekangas                | Mons Røisland                   |
| Uomini                   | SuperPipe                | Scotty James           | Yūto Totsuka                    | Danny Davis                     |
| Uomini                   | Big Air                  | Takeru Ōtsuka          | Mark McMorris                   | Sven Thorgren                   |
| Uomini                   | Knuckle Huck             | Fridtjof Tischendorf   | medaglie non assegnate          | medaglie non assegnate          |
| Donne                    | Slopestyle               | Zoi Sadowski-Synnott   | Hailey Langland                 | Enni Rukajärvi                  |
| Donne                    | SuperPipe                | Chloe Kim              | Queralt Castellet               | Cai Xuetong                     |
| Donne                    | Big Air                  | Laurie Blouin          | Zoi Sadowski-Synnott            | Jamie Anderson                  |
| Special Olympics Unified | Special Olympics Unified | Chris Klug Henry Meece | Juan Guentrutrsipai Scotty Lago | Christopher Perdue Mike Schultz |

### Freestyle
| Evento | Evento     | Oro              | Argento                | Bronzo         |
| Uomini | Slopestyle | Alexander Hall   | Alex Beaulieu-Marchand | Ferdinand Dahl |
| Uomini | SuperPipe  | Alex Ferreira    | David Wise             | Nico Porteous  |
| Uomini | Big Air    | Birk Ruud        | Alex Beaulieu-Marchand | James Woods    |
| Donne  | Slopestyle | Kelly Sildaru    | Sarah Höfflin          | Maggie Voisin  |
| Donne  | SuperPipe  | Cassie Sharpe    | Kelly Sildaru          | Rachael Karker |
| Donne  | Big Air    | Mathilde Gremaud | Johanne Killi          | Kelly Sildaru  |

### Motoslitta / BikeCross
| Evento                  | Oro           | Argento             | Bronzo          |
| Adaptive Snow BikeCross | Mike Schultz  | Tyler Brandenburger | Kevin Royston   |
| Èlite BikeCross         | Cody Matechuk | Jesse Kirchmeyer    | Brock Hoyer     |
| Para Snow BikeCross     | Doug Henry    | Will Posey          | Leighton Lillie |
| Snow Bike Best Trick    | Rob Adelberg  | Brett Turcotte      | Ethen Roberts   |
| Snowmobile Ascension    | Logan Mead    | Travis Whitlock     | Jake Anstett    |
| Snowmobile Freestyle    | Daniel Bodin  | Trett Turcotte      | Justin Hoyer    |

## Medagliere
| Pos.   | Paese         | Oro | Argento | Bronzo | Totale |
| ------ | ------------- | --- | ------- | ------ | ------ |
| 1      | Stati Uniti   | 7   | 5       | 8      | 20     |
| 2      | Canada        | 3   | 5       | 2      | 10     |
| 3      | Norvegia      | 2   | 1       | 2      | 5      |
| 4      | Australia     | 2   | 0       | 0      | 2      |
| 5      | Estonia       | 1   | 1       | 1      | 3      |
| 5      | Nuova Zelanda | 1   | 1       | 1      | 3      |
| 7      | Giappone      | 1   | 1       | 0      | 2      |
| 7      | Svizzera      | 1   | 1       | 0      | 2      |
| 9      | Svezia        | 1   | 0       | 1      | 2      |
| 10     | Finlandia     | 0   | 1       | 1      | 2      |
| 11     | Cile          | 0   | 1       | 0      | 1      |
| 11     | Spagna        | 0   | 1       | 0      | 1      |
| 13     | Cina          | 0   | 0       | 1      | 1      |
| 13     | Regno Unito   | 0   | 0       | 1      | 1      |
| Totale | Totale        | 19  | 18      | 18     | 55     |